# Verkiezingen voor het Europees Parlement 2014/Kandidatenlijst/Piratenpartij

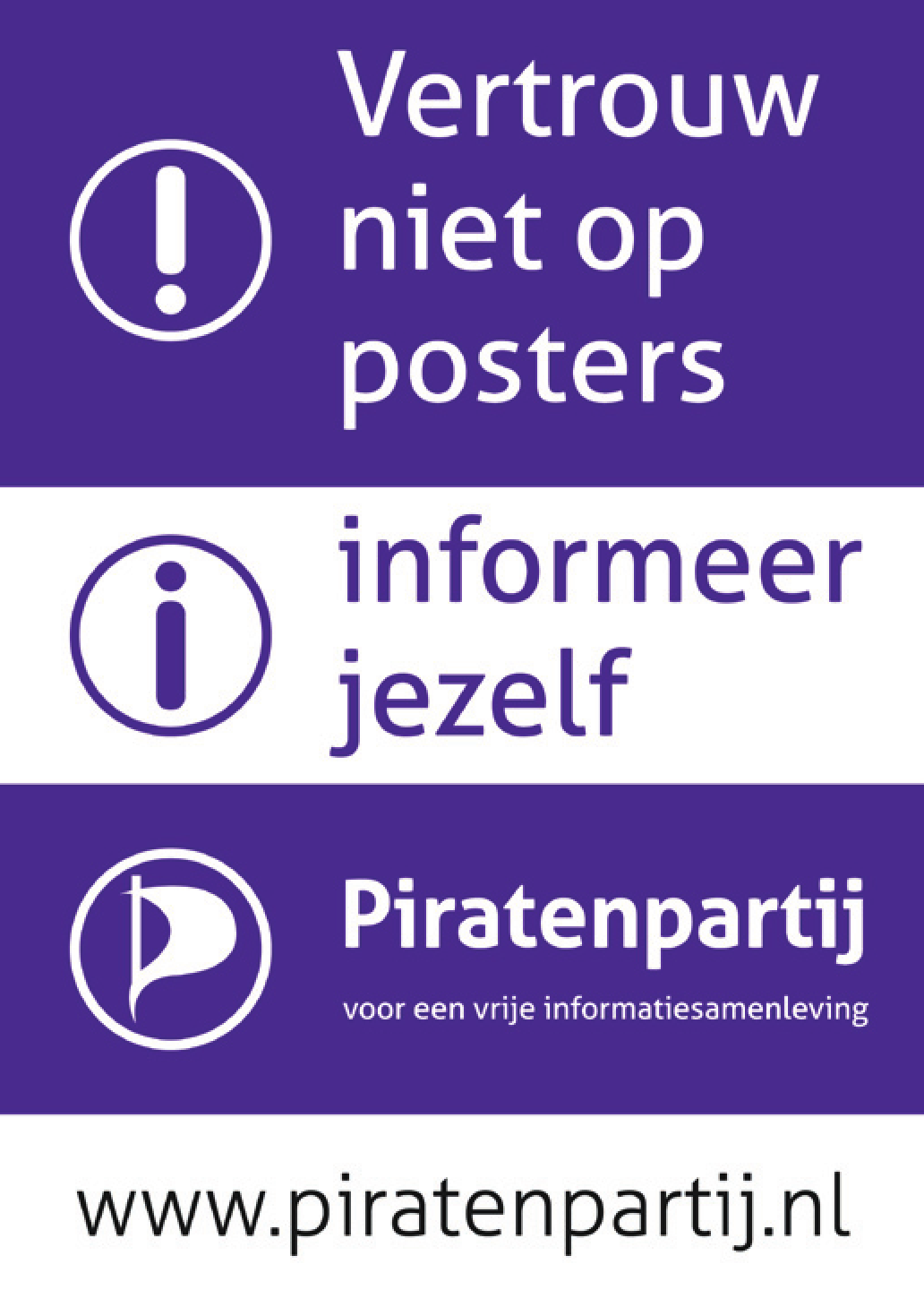
Campagneposter

De kandidatenlijst voor de Europese Parlementsverkiezingen 2014 van de Piratenpartij (lijstnummer 11) is na controle door de Kiesraad als volgt vastgesteld:
1. Pontier M.A. (Matthijs) (m), Amsterdam
2. Batstra J. (Janmaarten) (m), Enschede
3. Mews C. (Charif) (m), Assendeift
4. Brands G.H. (Gerben) (m), Groningen
5. Russchenberg S. (Steven) (m), Oegstgeest
6. Peskens G.L.J. (Gijs) (m), Leiden
7. Maessen W.M.M. (Wiel) (m), Alem
8. Huurman R.J. (Rogier) (m), Nijmegen
9. Hallegraeff DS. (Dylan) (m), 's-Gravenhage
10. Poot D. (Dirk) (m), Hoeven

CDA-Europese Volkspartij · 
PVV (Partij voor de Vrijheid) ·
P.v.d.A./Europese Sociaaldemocraten ·
VVD ·
Democraten 66 (D66)-ALDE ·
GROENLINKS ·
SP (Socialistische Partij) ·
ChristenUnie-SGP ·
Artikel50 ·
IQ, de Rechten-Plichten-Partij ·
Piratenpartij ·
50PLUS ·
De Groenen ·
Anti EU(ro) Partij ·
Liberaal Democratische Partij ·
JEZUS LEEFT ·
ikkiesvooreerlijk.eu ·
Partij voor de Dieren ·
Aandacht en Eenvoud